# Dipartimento di Aguirre
Aguirre è un dipartimento argentino, situato nella parte sud-orientale della provincia di Santiago del Estero, con capoluogo Pinto.

## Geografia
Istituito nel 1911, esso confina a nord con i dipartimenti di Belgrano e Avellaneda; a est con la provincia di Santa Fe; a sud con i dipartimenti di Rivadavia e Mitre; e a ovest con il dipartimento di Salavina.
Secondo il censimento del 2001, su un territorio di 3.692 km², la popolazione ammontava a 7.035 abitanti, con un aumento demografico del 18,51% rispetto al censimento del 1991.
Unico municipio del dipartimento è:
- Pinto (3.605 abitanti nel 2001)

Le “comisiones municipales” sono:
- Argentina (49 abitanti nel 2001)
- Caseres (101 abitanti nel 2001)
- Malbrán (905 abitanti nel 2001)